# Système fubing
Le système fubing (chinois : 府兵制 ; pinyin : fǔbīng zhì ; Wade : fu-ping chih) est un système de milice locale mis en place en Chine du VIe au VIIIe siècle après J.-C. Crée sous la Dynastie Wei de l'Ouest, ce système est utilisé par la suite par les dynasties Zhou du Nord, Sui et Tang.

## Historique et organisation
La base des armées de la dynastie Zhou du Nord, de la dynastie Sui et des premiers empereurs Tang est le système de milice fubing, qui mis en place et utilisé en premier par la dynastie Wei de l'Ouest, sous l'administration de Yuwen Tai (en). Ces unités de milice servent également de Réserve militaire et peuvent être mobilisées rapidement en temps de guerre ou d'instabilité politique.
Ce système implique l'existence d'un réseau de milices locales, auxquelles on attribue des parcelles de terre. Tous les hommes âgés de 21 à 60 ans sont éligibles pour intégrer une de ces milices. Si les officiers reçoivent une affectation permanente, les soldats doivent se présenter au chef-lieu de leur province selon un système de rotation qui varie en fonction de la distance entre leur domicile et ledit chef-lieu. Ainsi, ceux qui vivent à 500 li du chef-lieu servent un mois tous les cinq mois, et ceux qui vivent à plus de 2000 li du chef-lieu servent pendant deux mois tous les 18 mois. Lorsqu'ils ne sont pas en service, ils cultivent leurs terres; mais lorsqu'un conflit survient, ils sont remobilisés. Cela complète le système des champs égaux (en), qui attribue à tous les ménages une parcelle de terres à cultiver. Avec le temps, ces unités de milice deviennent des familles militaires héréditaires, et donnent naissance à de vastes colonies et communautés militarisées.
Si les Sui placent ces unités sous le contrôle de l'administration civile locale, les Tang préfèrent les subordonné directement au pouvoir central, plus précisément le Ministère de l'Armée. Les Tang mettent en place 634 unités de milice, qui finissent par prendre le nom de Zhechongfu. Sous l'administration des Tang, chaque groupe de 6 familles doit fournir un homme pour servir au sein d'une unité de garnison de la milice. Chaque unité se compose de 800 à 1200 hommes, et est à son tour subdivisée en tuan de 300, dui de 50, et huo de 10,. Beaucoup de ces unités de milice sont concentrés dans la région nord, en particulier dans la région du Guanzhong, qui à elle seule compte 261 unités de milice. Pour le reste, on trouve 164 unité de milice dans le Shanxi, 74 dans le Henan et autant dans le Shandong. A elle seules, ces 4 province chinoises fournissent environ 80 pour cent des conscrits du système fubing. Le coût de la formation de ces conscrits est faible, car les miliciens peuvent subvenir à leurs besoins en cultivant la terre.
Ce système d'enrôlement ne peut fonctionner que pour de brèves campagnes militaires et en temps de paix, car une guerre prolongée empêcherait les conscrits de cultiver leurs parcelles de terre, ce qui porterait un coup grave a l'économie chinoise. 
Avec le temps, et l'affaiblissement du pouvoir central Tang, le système fubing est progressivement abandonné au profit d'unités de soldats professionnels, connues sous le nom de jian'er (健儿),.

## Voir également
- Gardes impériales de la dynastie Tang